# Piotr Gursztyn
Piotr Tomasz Gursztyn (ur. 13 października 1970 w Braniewie) – polski historyk i dziennikarz telewizyjny, prasowy oraz radiowy.

## Życiorys
W 1997 ukończył studia na Wydziale Historycznym Uniwersytetu Warszawskiego, pracę magisterską Rosja i polityka wschodnia w myśli Leona Wasilewskiego napisał pod kierunkiem Tomasza Nałęcza. Na początku lat 90. był działaczem Konfederacji Polski Niepodległej. W wyborach parlamentarnych w 1993 bez powodzenia ubiegał się o mandat poselski z ramienia tej partii w województwie elbląskim.
Karierę rozpoczynał jako reporter Radia Plus. Następnie pracował w TV Puls. Po pierwszym przerwaniu nadawania przez tę stację przeszedł do Polsatu, gdzie był reporterem Informacji i później Wydarzeń. Publikował również we „Frondzie”. Pracował w „Dzienniku”, gdzie najpierw był szefem działu politycznego, a następnie zastępcą kierownika działu. Współpracował z Polskim Radiem RDC, w którym prowadził rozmowy polityczne. Był jednym z prowadzących program „Ja panu nie przerywałem” w Superstacji.
Od stycznia 2013 był publicystą tygodnika „Do Rzeczy” (pełnił tam funkcję wicenaczelnego). W styczniu 2016 został dyrektorem TVP Historia (jednocześnie zrezygnował z pracy w Superstacji i Polskim Radiu RDC). Od grudnia 2016 był dyrektorem biura programowego TVP, od połowy 2017 dyrektorem ds. komunikacji, następnie głównym specjalistą w biurze spraw korporacyjnych. Z pracy w TVP został zwolniony 27 lutego 2024, w związku ze sporem wokół mediów publicznych w Polsce.
Od czerwca 2024 jest stałym publicystą tygodnika „Sieci" i dziennikarzem telewizji wPolsce.pl.
W 2014 została wydana jego książka Rzeź Woli. Zbrodnia nierozliczona (ISBN 978-83-7427-869-0), w 2018 wydał książkę Ribbentrop-Beck. Czy pakt Polska-Niemcy był możliwy? (ISBN 978-83-2715-758-4), a w 2025 Dlaczego Rosjanie są inni? (ISBN 978-83-68221-18-3).

## Nagrody
W 2019 na wniosek Towarzystwa Miłośników Braniewa otrzymał statuetkę Copernicusa i Honorowy Tytuł Przyjaciel Warmii 2018 przyznany przez Stowarzyszenie „Dom Warmiński”.

## Odznaczenia
- Krzyż Oficerski Orderu Odrodzenia Polski – 2025[12]
- Srebrny Krzyż Zasługi – 2017[13][14]